# سين إيدينام

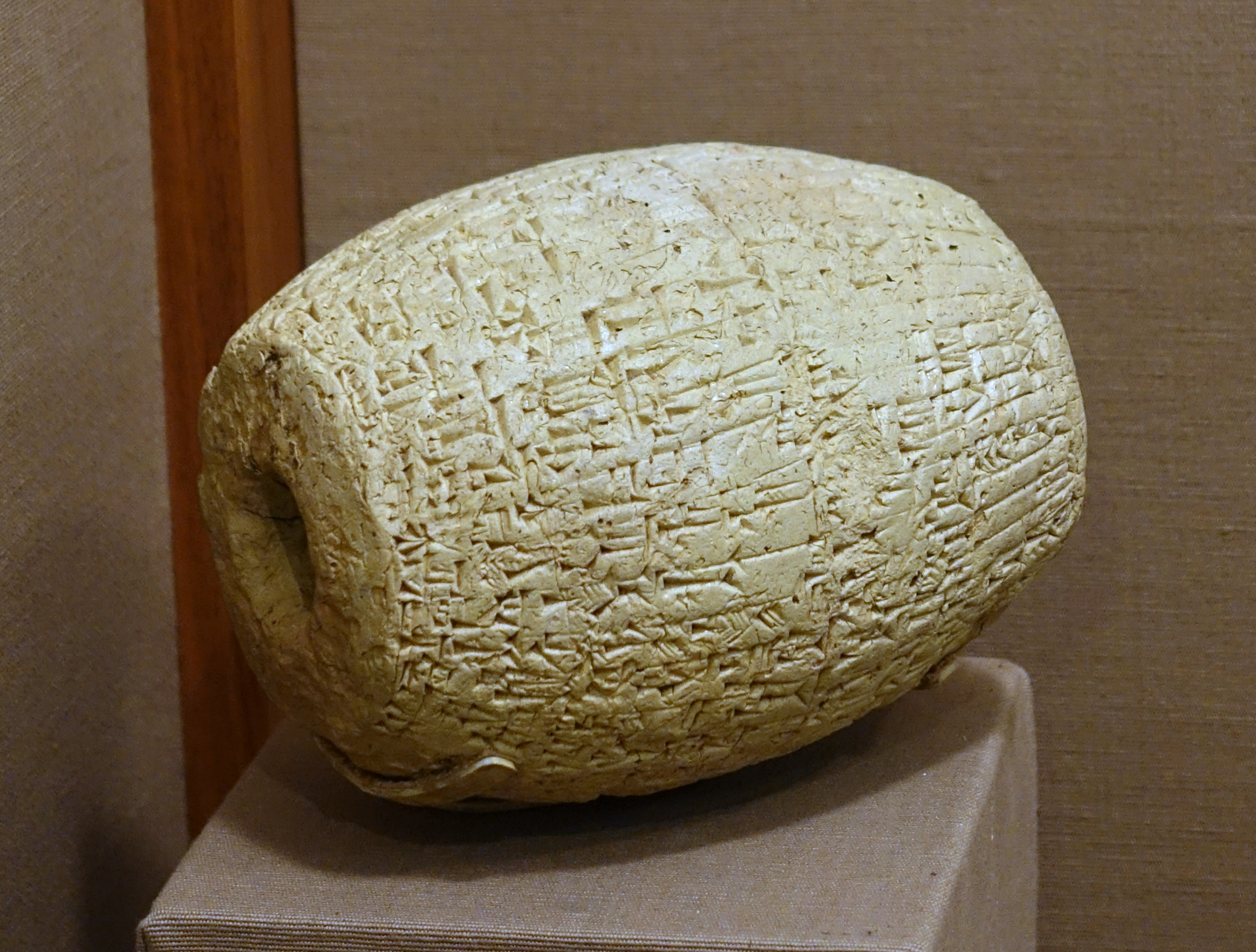
موشور يتضمن أعمال الري يعود لعهد الملك سين إيدينام فترة إيسن-لارسا متتحف المعهد الشرقي في جامعة شيكاغو

سين إيدينام هو ملك أموري لسلالة لارسا حكم من سنة 1785 ق م حتى سنة 1778 ق م، خلف الحكم من أبيه نور أداد وخلفه في الحكم إبنه سين إيريبام. في سنة حكمه الرابعة شن حملة لاحتلال مدينة بابل وفي سنة الخامسة شن حملة على إبرات و مالغيوم وفي سنة حكمه السادسة شن حملة لاحتلال مدينة إشنونة. اكُتشف قصر يعود لهذا الملك في لارسا.